# Enea Silvio Piccolomini (general)
Enea Silvio Piccolomini (em alemão: Johann Norbert Piccolomini; Estados Pontifícios, c. 1650 - Pristina ou Skopje, Império Otomano, 9 de novembro de 1689) foi um nobre de Siena cuja linhagem incluía dois papas, e que serviu no exército dos Habsburgos de Leopoldo I, Sacro Imperador Romano-Germânico. Ele é conhecido por liderar uma campanha contra os otomanos na Bósnia, Macedônia e Kosovo em 1689, e por incendiar Skopje, a atual capital da República da Macedônia do Norte.

## Origens
Enea Silvio Piccolomini veio da família nobre de longa data Piccolomini, que incluía dois papas: Pio II (nascido Enea Silvio Piccolomini) e Pio III (nascido Francesco Todeschini Piccolomini), bem como o Generalfeldmarschall Ottavio Piccolomini.

## Início de carreira
Jovens nobres deixaram Siena individualmente e contataram o importante lobby italiano em Viena, na esperança de obter posições juniores em algum regimento alemão. Em fevereiro de 1660, Enea Silvio também deixou Siena para procurar uma carreira em Viena. O pai de Enea Silvio o estabeleceu em um apartamento na capital imperial, com um pajem, dois criados e um tratador para seus cavalos, enquanto o jovem buscava audiências com o imperador Leopoldo I, imperatriz, arquiduque e ministros importantes sobre as credenciais de seus famosos ancestrais.
Um avanço veio quando ele conseguiu obter uma posição no regimento do ministro Conde Rabassa. A situação de Enea Silvio, como a de outros jovens oficiais alemães e italianos, era precária. Quando o imperador dissolveu alguns de seus regimentos em outubro de 1660, ele escapou por pouco do desemprego completo e ficou feliz por ser um simples cometa no regimento de cavalaria de seu patrono.
Em 1675, Enea Silvio era tenente-coronel em campanha. Ele descreve alguns combates desesperados e sangrentos que lutou contra os franceses na Renânia sob Montecuccoli.
Embora sua patrona da corte, a imperatriz Cláudia Felicitas da Áustria, tenha morrido em 1676, ele ganhou popularidade repentina com a corte. Em janeiro de 1677, ele se descreve como sendo festejado pelo imperador e por todos os ministros em Viena, parecendo ter tantos amigos na corte como se nunca tivesse saído dela. A última carta, de novembro de 1681, mostra-o negociando através da imperatriz viúva Leonora as posições de pajens para seus sobrinhos; para ele, eles representavam mais dois Piccolomini e Sienase na Alemanha.

## Campanha nos Bálcãs
Após o cerco de Viena (1683), o imperador Leopoldo I montou uma série de campanhas contra os otomanos (ver: Grande Guerra Turca), para capturar territórios dos Bálcãs.
Durante a Batalha de Mohács (1687), Enea Silvio Piccolomini, agora tenente-general, com alguns de seus regimentos de cavalaria contra-atacou com sucesso e parou o ataque da cavalaria Sipahi otomana numericamente muito superior, ajudando a salvar a ala esquerda do exército dos Habsburgos.
Em 1689, uma das campanhas austríacas foi liderada por Piccolomini. Ele liderou um exército em Kosovo, onde foi recebido pelo arcebispo albanês e patriarca de Këlmendi, Pjetër Bogdani, e um grande número de albaneses e sérvios católicos e muçulmanos, que se juntaram ao exército. Piccolomini, portanto, tinha mais de 20 000 albaneses e sérvios sob suas ordens.
Ele tentou conquistar os territórios otomanos de Kosovo, Bósnia e Macedônia. Durante a ofensiva, a cidade de Skopje, atual capital da República da Macedônia, foi atormentada por epidemias de cólera. Para evitar a explosão da doença, ou, segundo outros relatos, para retaliar o cerco de Viena, o general Piccolomini ordenou que a cidade fosse queimada. Ele mesmo morreu de peste em Skopje; sem líder, seu exército foi derrotado. Muitos dos sérvios e albaneses fugiram para o exílio, liderados pelo patriarca Arsenije III Crnojević.